# Јанг (Аризона)
Јанг (енгл. Young) насељено је место без административног статуса у америчкој савезној држави Аризона.

## Демографија
По попису из 2010. године број становника је 666, што је 105 (18,7%) становника више него 2000. године.
| Група             | 2000.       | 2010.       |
| Белци             | 532 (94,8%) | 592 (88,9%) |
| Афроамериканци    | 0 (0,0%)    | 0 (0,0%)    |
| Азијати           | 2 (0,4%)    | 2 (0,3%)    |
| Хиспаноамериканци | 19 (3,4%)   | 43 (6,5%)   |
| Укупно            | 561         | 666         |